# 希科里鎮區 (巴特勒縣)
希科里鎮區（英語：Hickory Township）為位在美國堪薩斯州巴特勒縣的鎮區。2010年美国人口普查中該鎮區人口有74人。

## 歷史
希科里鎮區於1875年設立。

## 地理
希科里鎮區涵蓋面積162.83平方（62.87平方英里），境內無城鎮設立。

### 墓園
根據美國地質調查局的資料，此鎮區僅有1座墓園：
- 布朗洛墓園（Brownlow Cemetery）

### 溪流
通過此鎮區的溪流有：
- 哈尼溪（Honey Creek）
- 希科里溪北支流（North Branch Hickory Creek）
- 希科里溪南支流（South Branch Hickory Creek）
- 斯托尼流（Stony Branch）

## 人口統計
根據2010年美國人口普查，希科里鎮區人口有74人，人口密度為0.46人/平方公里。種族方面，98.65%為白人；0%為非裔美洲人；1.35%為美洲原住民；0%為亞洲人；0%為太平洋島民；0%為其他種族；另外有0%為兩個或以上的種族。而西班牙裔美國人或拉丁美洲人佔該鎮區人口的0%。

## 外部連結
- City-Data.com （页面存档备份，存于）